# Oztira affinis
Espèce
Synonymes
- Otira affinis Hickman, 1981

Oztira affinis est une espèce d'araignées aranéomorphes de la famille des Amaurobiidae.

## Distribution
Cette espèce est endémique de Tasmanie en Australie.

## Publication originale
- Hickman, 1981 : New Tasmanian spiders of the families Archaeidae, Cycloctenidae, Amaurobiidae and Micropholcommatidae. Papers and proceedings of the Royal Society of Tasmania, vol. 115, p. 47-68.